# Ошкош (Висконсин)
Ошкош (енгл. Oshkosh) град је у америчкој савезној држави Висконсин.

## Демографија
По попису из 2010. године број становника је 66.083, што је 3.167 (5,0%) становника више него 2000. године.
| Група             | 2000.          | 2010.          |
| Белци             | 57.749 (91,8%) | 58.774 (88,9%) |
| Афроамериканци    | 1.376 (2,2%)   | 2.051 (3,1%)   |
| Азијати           | 1.908 (3,0%)   | 2.113 (3,2%)   |
| Хиспаноамериканци | 1.062 (1,7%)   | 1.770 (2,7%)   |
| Укупно            | 62.916         | 66.083         |